# Diplacina phoebe
Diplacina phoebe är en trollsländeart. Diplacina phoebe ingår i släktet Diplacina och familjen segeltrollsländor.

## Underarter
Arten delas in i följande underarter:
- D. p. amoena
- D. p. phoebe
- D. p. phryne